# 仙台藩
仙台藩（日语：〔〕／ Sendai han */?），是日本江戶時代的藩屬地。位於東北地方陸奧國仙台郡，藩主是伊達氏，居城是仙台城。石高共62萬，是東北地方規模最大、日本第三的雄藩。

## 簡介

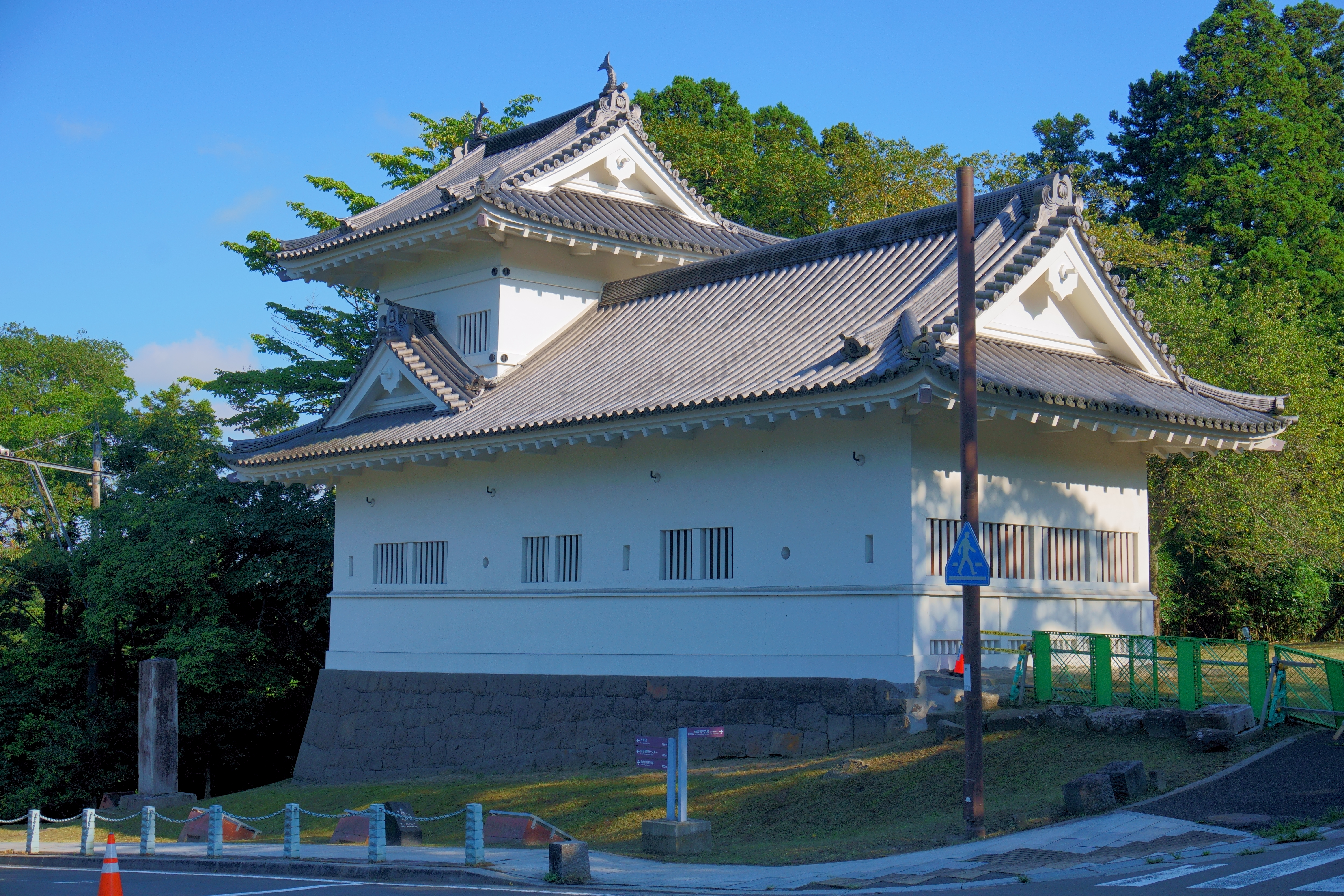
仙台城大手門脇隅櫓

由外樣大名伊達氏統治，直到明治時代被都道府縣所取代。石高62萬，領地範圍是現今的宮城縣以及岩手縣部份地域，領內的經濟發达，加上早期與外國進行貿易，使藩的實際的石高超過100萬。每代藩主均被將軍家賜姓松平。仙台藩以北主要與盛岡藩等鄰接、以西與山形藩等鄰接。

## 歷史

### 早年
德川軍在關原之戰取得勝利後，開始對日本各地進行領土調整，當時幕府打算將伊達政宗所得的石高大幅增加至100萬石，但是政宗被指在關原之戰期間煽動和賀忠親在南部氏領地發動一揆，政宗受到了懲罰，最終薪俸只有62萬。
1601年（慶長六年），仙台城完工，自此成為仙台藩的居城。1613年（慶長十八年）派遣家臣支倉常長出使墨西哥和歐洲，在貿易上取得豐厚的資金，但因為幕府實行鎖國，再沒有派遣艦隊進行貿易。1615年幕府實行一國一城令，每個藩只可擁有一座城堡，不過仙台藩是少數被例外的藩地，白石城是仙台藩的支城，並保留到明治維新才被拆卸。

### 寬文事件
即<伊達騷動>，1658年（萬治元年）伊達綱宗就任第三代藩主，綱宗經常在遊郭留連，不聽家臣的諫言，消息傳到江戶後，幕府決定作出行動，強行將綱宗隱居，由龜千代（伊達綱村）就任藩主。事件並未結束，叔公伊達宗勝（伊達政宗第十子）掌握實權，嘗試壟斷藩政，引來以伊達宗重為首的反對派不滿，1671年3月27日宗勝派的原田忠輔斬殺了宗重派的柴田朝意，最終原田忠輔被處刑，事件獲得平息。
1697年七名一門及五名奉行家臣向幕府聯署要求綱村隱居，與綱村友好的高田藩藩主稻葉正通介入後，拒絕了隱居的要求。家臣們繼續向綱村提出隱居的要求。1703年，幕府向綱村提出隱居，由於綱村的長男早逝，由其弟伊達宗房長男伊達吉村繼承。吉村繼承家督後，成功執行善政，穩定家中內部分裂問題。
1970年大河劇 <最後的樅木> 即以寬文事件為主題。

## 戊辰戰爭及終結
戊辰戰爭期間，伊達家被推舉為奧羽越列藩同盟盟首，與西軍交戰，期間相馬藩背叛同盟，加入了西軍，仙台藩與相馬藩交戰，最終仙台藩軍隊大敗，總共有1266人陣亡。伊達家由於帶頭反抗政府，所以石高由62萬石削減到28萬石，部份藩士離開藩內往北海道發展以及從事農事耕作。廢藩置縣實行後，仙台藩被劃分成仙台縣、角田縣、登米縣、膽澤縣。最後北部氣仙郡成為岩手縣的領地、南部相馬新地町為福島縣的領地，其餘領地皆劃為宮城縣的範圍。

## 經濟
仙台藩的實際石高收入超過100萬，甚至是250萬石。早年除了與歐洲進行貿易外。當地礦產資源豐富，積極開採礦山，積極發展鋼鐵及養馬事業。三陸海峽建設養漁場、以捕獲鯊魚及鮑魚，製作成魚翅及乾鮑，運送到日本各地售賣。仙台藩主要的農業農作物是稻米，江戶主要售賣的米類是來自仙台藩的仙台米。在江戶時代中期，幕府在石卷開設鑄錢場，製作寛永通寶。

## 歷代藩主

伊達家家紋(竹雀紋)

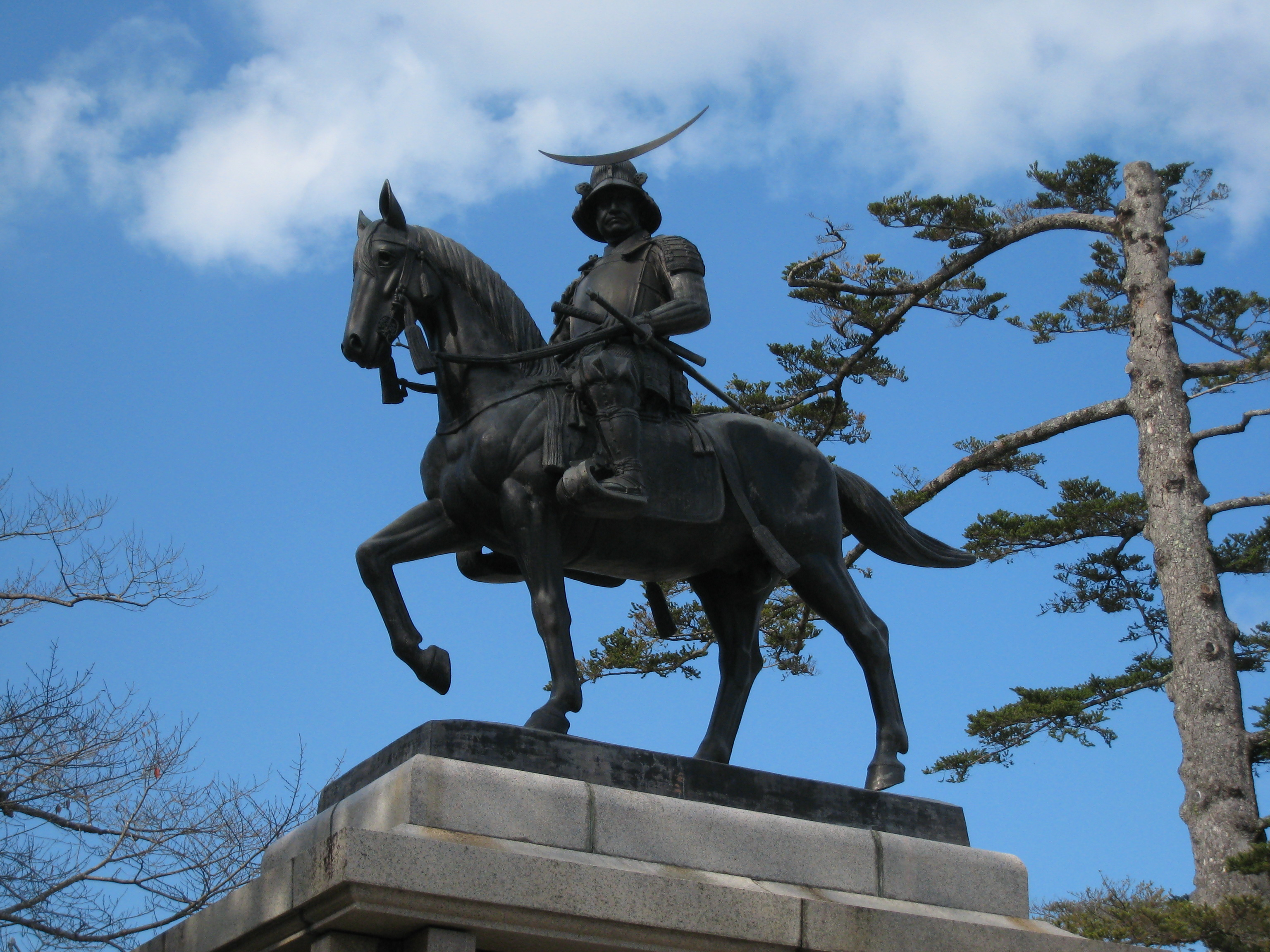
仙台藩初代藩主伊達政宗

伊達家 62萬石→28萬石
| 任數 | 統治者 | 統治年份                 | 備註                 |
| ---- | ------ | ------------------------ | -------------------- |
| 1    | 政宗   | 1600年－1636年           |                      |
| 2    | 忠宗   | 1636年－1658年           |                      |
| 3    | 綱宗   | 1658年－1660年           |                      |
| 4    | 綱村   | 1660年－1703年           |                      |
| 5    | 吉村   | 1703年－1743年           |                      |
| 6    | 宗村   | 1743年－1756年           |                      |
| 7    | 重村   | 1756年－1790年           |                      |
| 8    | 齊村   | 1790年－1796年           |                      |
| 9    | 周宗   | 1796年－1809年（1812年） |                      |
| 10   | 齊宗   | 1809年（1812年）-1819年  |                      |
| 11   | 齊義   | 1819年－1827年           |                      |
| 12   | 齊邦   | 1827年－1841年           |                      |
| 13   | 慶邦   | 1841年－1868年           |                      |
| 14   | 宗基   | 1868年－1870年           | 由62萬石減封到28萬石 |
| 15   | 宗敦   | 1870年－1871年           |                      |

## 支藩
仙台藩有兩個支藩，分別是一關藩以及水澤藩。一關藩在1660年創立，初代藩主是伊達宗勝，1671年領地一度回歸到仙台藩。1682年，田村氏被分封為藩主，維持到明治維新。此外水澤藩在1695年建立，但維持四年後被幕府廢藩。
此外，宇和島藩和吉田藩的藩主雖是伊達氏，但是兩個藩均屬於「新的恩惠」（家臣團由米澤時代伊達五十七騎選出來），因不當作仙台藩的支藩，後者是宇和島藩的支藩。

## 知行領地
除了陸奧國本土60萬石領地，仙台藩在日本其他地區有兩萬石知行地。分別是常陸國信太郡、筑波郡及河內郡共9784石，下總國豐田郡270石以及近江國蒲生郡及野洲郡9999石，合共約2萬石。此外，仙台藩1859年-1868年在北海道設國元陣屋，負責邊境守備。

## 家臣
下列為仙台藩內統率家臣的系統：
- 一門：
  - 一門（大名）：將軍直臣，為仙台藩藩主。
  - 一門（家臣）：戰國時代有力大名後代或伊達氏直屬親戚，他們不會直接參與藩政。
- 一家：戰國時代有力領主，主要在輝宗時代臣從於伊達家。
- 準一家：戰國時代有力家臣，主要在以內應臣從於伊達家家臣。
- 一族：伊達家譜代家臣，不少是早期臣從伊達家的家臣氏族。
- 永代着坐
  - 宿老（永代着坐一番坐）：為伊達家每代進行藩政，為家內的奉行。
  - 着坐（永代着坐二番坐）：正月回城，奉上太刀和馬給了藩主，並接受藩主的獻酒。主要是政宗時期身份低的家臣。
    - 着坐（士分）　
    - 着坐（士分以外）
- 太刀上：正月時間，奉上太刀給藩主，並接受藩主的獻酒。主要是曾經被降職的家臣。
- 平士·大番士：主力軍事部隊，360人為一組，共十組，於政宗時代存在，四代藩主綱村再次組軍。
- 組士：平士下級的武士。
- 卒：足輕、技工、小人等，在這層有更下級的組織。

## 著名家臣、藩士
伊達氏
- 岩出山伊達氏
  - 伊達宗泰、伊達宗敏、伊達敏親、伊達村泰

- 湧谷伊達家
  - 亘理重宗、伊達宗重、伊達宗元、伊達實氏、伊達邦實

片倉氏（每代被稱為片倉小十郎）
- 片倉景綱、片倉重長、片倉景長

留守氏
白石氏
- 白石宗直、伊達宗倫

岩城氏
- 岩城重隆

石川氏
- 石川昭光、石川宗恒

茂庭氏
- 茂庭綱元

其他藩士
- 星恂太郎、遠藤允信、菊地虎太郎、真田幸清

## 仙台藩對日後的影響
1868年，仙台藩的石高由62萬石削為28萬石，部份藩士離開仙台謀生，當中有不少藩士前往北海道發展。主要移居到今天的札幌市以及室蘭市等。當中部份地區的命名與出走的仙台藩士有關。前白石領的人士前往北海道建立白石村（市町村制成立時為白石村），今天札幌市的特別區白石區以此命名，此外手稻區的命名受到了藩士開拓手稻村的影響而命名。北海道的伊達市由亘理伊達氏伊達邦成建立。當別町由岩出手領主伊達邦直所建立。至於登別市在明治時代由片倉邦憲前往幌別郡發展而成，後來更名為登別。